# Corina Șuteu
Corina Ioana Șuteu (n. 18 august 1961, București, România) este o consultantă culturală, expertă în politici culturale, critic de teatru și manager cultural, fost ministru al culturii din România în guvernul Dacian Cioloș.
Corina Șuteu este consultant cultural expert independent și trainer în management cultural, politici culturale europene și cooperare culturală, precum și autor a numeroase studii, articole și o carte pe aceste teme. Are o vastă experiență de conducere și programare a instituțiilor și organizațiilor culturale din diverse domenii creative și academice, dezvoltată în România, ulterior în Franța și Europa occidentală de-a lungul a unsprezece ani (1995 - 2006) și la New York, pentru aproape șapte ani (2006-2012).În prezent, Corina Șuteu este președinte al Festivalului de film românesc Making Waves: New Romanian Cinema de la Lincoln Center, New York și fondator al Asociației Film ETC. Începând cu 2013, ea este, de asemenea, profesor asociat la Universitatea de Teatru și Film București (UNATC).
Corina Șuteu este specializată în educație și în managementul cultural, politici culturale comparate și cooperare culturală. A publicat numeroase studii și articole în România și în străinătate, a susținut prelegeri și cursuri în aceste domenii începând din 1992. Este autoarea volumului „Another brick in the wall – A critical review of cultural management education in Europe” (Boekmanstudies, Amsterdam, 2006).
A fost fondatorul și președintele Asociației ECUMEST (1998-2008), organizație dedicată profesionalizării sectorului cultural în estul Europei, care a inițiat și derulat, printre altele, programul regional Policies for Culture, în parteneriat cu Fundația Culturală Europeană din Amsterdam, și a cărei misiune este continuată începând din 2012 de Asociația Film ETC. Între 2006-2012 a fost directorul Institutului Cultural Român din New York. Anterior, Corina Șuteu a fost coordonator al Unității de Management Cultural la „Institut de l' homme et de la technolgie” (Nantes), președinte al Forumului European al Rețelelor Culturale al Consiliului Europei și membră în comitetul de conducere al IETM – Informal European Theatre Meeting, al ENCATC – European Network of Cultural Administration Training Centers.
Între 1995-2001 a fost director al Mastere Specialisee Europeen en Management des Entreprises Culturelles (Dijon, Franța) unde a inițiat și implementat, de asemenea, programul de Masterat ECUMEST, primul program post-universitar în această disciplină adresat studenților din Europa de est. În perioada 1991 – 1993 a fost director al Uniunii Teatrale din România și ulterior director al „Theatrum Mundi”.
A predat la Universitatea din București (Facultatea de Litere, Departamentul de Relații Internaționale), Universitatea de Arte din Belgrad (Programul de Masterat în management cultural și politici culturale în Balcani), College de Bruges, Institutul de Studii Politice Lyon, Universitatea Vincennes (Saint-Denis), Institutul de Studii Politice Grenoble, Observatorul de politici culturale din Grenoble, Universitatea Americană din Paris, Universitatea din Girona etc. Și a conceput și susținut numeroase cursuri de formare destinate profesioniștilor din domeniul cultural din Europa.
De la întoarcerea în România în 2012 Corina Șuteu este implicată în numeroase proiecte culturale în calitate de programator și consultant, cercetător și conferențiar, pe plan național și internațional.

## Biografie

### Activitate profesională[5]
- 1983 - 1987, Profesor de română - engleză;
- 1987 - 1989, Redactor la revista TEATRUL;
- 1990 - 1991, Coordonator pentru România al programelor: Printemps de la liberté, La danse en voyage;
- 1991 - 1993, Director al UNITER;
- 1991 - 2002, Expert pentru programe în Consiliul Europei;
- 1991 - 2005, Colaborări frecvente cu agențiile diplomatice culturale precum Institutele și Centrele Culturale Franceze, British Council, Goethe Institut, Ambasada Olandei;
- 1992 - 1998, Membră a comitetului de conducere al IETM (Informational European Theatre Meeting), al ENCATC (European Network of Cultural Administration Training Center);
- 1993 - 1995, Director al "Theatrum Mundi", București;
- 1995 - 2001, Fondator și președinte al ECUMEST;
- 1995 - 2001, Director, Mastere Specialisée Européen en Management des entreprises culturalles (Dijon, Franta);
- 1995 - 2005, Expert al direcției de politici culturale pe probleme de formare în management cultural și politici culturale (UNESCO);
- 1995 - 2005, Colaborări frecvente și parteneriate cu Fundația Culturală Europeană, Fundația Boekman și Fundația Felix Meritis (Amsterdam), AFAA și Relais Culture Europe (Paris), Counterpoint (Londra), DAAD (Berlin);
- 1998 - prezent, Președinte al Asociației Culturale ECUMEST;
- 1998 - 2005, Participare ca expert la CEFRAC 1998, Uniunea Europeană;
- 1999 - 2005, Expert independent al Fundației Culturale;
- 2000, Expert coordonator al proiectului Phare „Dimensiunea Culturală a Democrației”;
- 2000 - 2005, Inițiator și lider al platformei Policies for culture în sud estul Europei;
- 2002 - 2005, Cercetător la Institute de l`homme et de la Technologie, Nantes;
- 2003, Expert național pentru studiul „The State of Cultural Cooperation in Europe";
- 2003 - 2005, Membru al managementului general On-the-Move;
- 1998 - 2012, Președinte al asociației culturale ECUMEST;
- 2006 - 2012, Director al Institutului Cultural Român din New York City [6];
- 2012 - prezent, fondator si presedinte al Asociatiei FilmETC si al Festivalului de film Making Waves, NY
- 2013- prezent,  fondator al fARAD, festivalul de film documentar de la Arad
- 2013 - 2015, Senior expert pentru Strategia culturala a oraselor  Arad si Bucuresti
- 2015 - Coordonator general al Darwin's Room, la Bienala de la Venetia ( solo show Adrian Ghenie)/co-editot al albumului Adrian Ghenie publicat de Humanitas
- 2015 - deschide spatiul Insula 42, impreuna cu UNICAT
- 2012 -prezent, membru in boardul OvidiuRo, Fundatia Principesa Margareta, Fundatia9  a BRD Societe Generale
- 2018 - lanseaza, prin Fundatia9, Fondul Pintilie

### Lucrări
Corina Șuteu a publicat studii, rapoarte și articole referitoare la managementul cultural.
In Romania, Corina Suteu a publicat articole si interviuri in Dilema Veche, Revista 22, Suplimentul de Cultura, Observator Cultural, etc.
- Co-editor - “ Arts, Politics and Change. Participative Cultural Policymaking in South East Europe ” (Boekmanstudies, Amsterdam, 2005);
- Autor - “ Another Brick in the Wall, a Critical Overview of Cultural Management in Europe ” (Boekmanstudies, Amsterdam, 2006).